# 阿瓜達 (桑坦德省)

阿瓜達是哥倫比亞的城鎮，位於該國東北部，由桑坦德省負責管轄，始建於1766年，面積41平方公里，海拔高度1,700米，2005年人口1,817，人口密度每平方公里44.32人。

## 外部連結
- （西班牙文） Aguada official website （页面存档备份，存于）

6°15′N 73°28′W / 6.250°N 73.467°W